# John Cox
John (James) Edward Albert Cox (ur. 21 lipca 1886, zm. 12 grudnia 1918) – brytyjski zapaśnik walczący w stylu wolnym. Olimpijczyk z Londynu 1908, gdzie zajął dziewiąte miejsce w wadze koguciej.
Jego brat William Cox, był również zapaśnikiem z tych samych igrzysk. 

## Letnie Igrzyska Olimpijskie 1908
| Konkurencja      | Rundy eliminacyjne      | Klas. końcowa |
| Konkurencja      | 1/8                     | Miejsce       |
| ---------------- | ----------------------- | ------------- |
| 54 kg styl wolny | George Saunders (GBR) P | 9.            |